# Troyanac
Troyanac je četvrti studijski album bosanskohercegovačkog repera Frenkija objavljen 12. studenoga 2012 godine. 

## O albumu
Album Troyanac sadrži 14 pjesama. Producenti albuma su Koolade, Niss, Toza, Xcirey, Mayer, Tripio i Kibo, dok je izvršni producent Edo Maajka. Na albumu gostuju brojni glazbenici: Kontra, Marčelo, Edo Maajka, Vukašin (Irie Fm), Dj Mrki, Filip Dizdar i Buba Corelli.
Odmah po izlasku, album je u cijelosti objavljen na službenom FmJam Records youtube kanalu. Razlog zbog kojeg se Frenkie odlučio na ovakav korak ukratko je objasnio u poruci na svojoj službenoj facebook stranici prilikom objavljivanja albuma:

## Nominacije i nagrade
Neprofitno muzičko udruženje “Impala” nominiralo je Troyanac za najbolji europski album nezavisnih izvođača 2012 godine. Riječ je o udruženju koje čini više od četiri tisuće članova iz cijele Europe među kojima su brojne diskografske kuće. Troyanac je za nominaciju predložila hrvatska izdavačka kuća Menart, pod čijom je etiketom i objavljen. Troyanac se tako našao među 18 najboljih europskih albuma nezavisnih izvođača u 2012. godini.

## Popis pjesama
| Troyanac | Troyanac                   | Troyanac                     | Troyanac | Troyanac | Troyanac | Troyanac | Troyanac | Troyanac | Troyanac |
| Br.      | Skladba                    | Gostovanja                   | Trajanje |          |          |          |          |          |          |
| -------- | -------------------------- | ---------------------------- | -------- | -------- | -------- | -------- | -------- | -------- | -------- |
| 1.       | »Šamaranje«                | Dj Mrki                      | 4:38     |          |          |          |          |          |          |
| 2.       | »Gori«                     |                              | 4:31     |          |          |          |          |          |          |
| 3.       | »Creme de la creme begins« | Marčelo, Edo Maajka, Dj Mrki | 5:06     |          |          |          |          |          |          |
| 4.       | »Francuz«                  |                              | 3:28     |          |          |          |          |          |          |
| 5.       | »Napaćeni bošnjo«          |                              | 3:43     |          |          |          |          |          |          |
| 6.       | »Teočak«                   |                              | 3:36     |          |          |          |          |          |          |
| 7.       | »Lionel Messi rap«         | Kontra                       | 4:22     |          |          |          |          |          |          |
| 8.       | »Situacije«                | Sale                         | 5:25     |          |          |          |          |          |          |
| 9.       | »Ko šta!?«                 | Dj Mrki                      | 3:09     |          |          |          |          |          |          |
| 10.      | »Pismo Milanu«             |                              | 3:48     |          |          |          |          |          |          |
| 11.      | »Frenkie & Buba Corelli«   | Buba Corelli                 | 4:15     |          |          |          |          |          |          |
| 12.      | »Why you want«             | Vukašin (Irie FM)            | 4:06     |          |          |          |          |          |          |
| 13.      | »Troyanac«                 |                              | 4:09     |          |          |          |          |          |          |
| 14.      | »Dinamit«                  | Filip Dizdar                 | 3:38     |          |          |          |          |          |          |
| 57:54    |                            |                              |          |          |          |          |          |          |          |

## Vanjske poveznice
- Službena stranica  Arhivirana inačica izvorne stranice od 14. srpnja 2018. (Wayback Machine)
- Troyanac - Full album - Playlista na službenom FmJam youtube kanalu